# A. A. Milne
Alan Alexander Milne (Kilburn, Londres, 18 de enero de 1882-Hartfield, Sussex, 31 de enero de 1956) fue un escritor británico, conocido por ser el creador de Winnie the Pooh. Combatió en las dos guerras mundiales y fue un buen jugador de cricket.

## Biografía
Asistió a la escuela privada de Kilburn que dirigía su padre. En la misma, fue alumno de H. G. Wells, considerado el padre de la literatura de Ciencia Ficción. Milne escribió varias obras de teatro de fantasía que fueron famosas durante los años veinte y parte de los treinta, cuando la gente empezó a conocerle como escritor infantil. Aunque no se inició como tal, ya que escribió varias novelas de su época y una policíaca en 1922. Encumbrado como escritor, residió en Chelsea, donde nació su hijo.
Intentó abarcar el teatro con una obra basada en el libro de "El viento en los sauces" de Kenneth Grahame, pero se decantó por el estilo que le marcaría como un gran maestro: poesías y relatos.
Fue por querer escribir cuentos para su hijo Christopher (1920-1996), cuando en 1926 nació un oso llamado Winnie the Pooh. Era un osito de trapo que tenía su hijo y, utilizando ese oso de peluche como protagonista, le contaba a su hijo Christopher cuentos sobre el maravilloso mundo de fantasía de Pooh y sus amigos. Después de cautivar la atención de todo el mundo, Winnie de Pooh y sus amigos Kanga y Roo, Eeyore el burro, el travieso Tigger, Rabbit y Owl y el compañero inseparable cerdito Piglet fueron llevados al cine de la mano de Walt Disney.
En 2017 su historia fue llevada al cine por el director Simon Curtis, contando con Domhnall Gleeson en el papel protagonista. En una cinta británica, con guion de Frank Cottrell Boyce y Simon Vaughan. La música corrió a cargo de Carter Burwell y la fotografía de Ben Smithard. Producida por Fox Searchlight, Pathé!, Pinewood Films y DJ Films.

## Obras
- 1919, El señor Pim pasa.
- 1920, La carretera de Dover.
- 1922, El misterio de la casa roja.
- 1924, Cuando éramos muy jóvenes.[2]
- 1926, Winnie the Pooh.
- 1927, Ahora somos seis.[2]
- 1928, El rincón de Pooh.
- 1929, El sapo de Toad Hall.